# Morten Dahlin
Morten Dahlin, född 1 maj 1989 i Hvidovre, Danmark, är en dansk politiker för Venstre (Danmark). Han är sedan 23 november 2023 landsbygds- och kyrkominister i SVM-regeringen. Han har representerat Venstre i Folketinget sedan 2019 och i Greve kommunfullmäktige från 2010 till 2023. Han var partigruppens talesperson 2022 till 2023.
Han var förbundsordförande för Venstres Ungdom (VU) 2011-2013. Efter att han blev Venstres talesperson i december 2022 meddelade han att han skulle lämna kommunfullmäktige vid nästa sammanträde. Det skedde 30 januari 2023.
Morten Dahlin växte upp i  Greve och tog studenten vid Greve gymnasium 2008. Han tog en kandidatexamen i företagskommunikation och näringslivsekonomi vid Copenhagen Business School (2012). Han gjorde värnplikt vid DANILOG i Vordingborg (2008).

## Politisk karriär
Dahlin valdes in i Greve kommunfullmäktige vid kommunvalet i 2009 med 523 röster, vilket var näst flest för Venstres efter tidigare borgmästaren René Milo. Han var satt i nämnden för barn och unga och var ordförande för nämnden för tillväxt och sysselsättning. Vid VU:s landsstämma 2011 valdes han till förbundsförande för VU, en post som han höll till 2013.
Den 6 september 2012 blev Morten Dahlin vald till Venstres folketingskandidat i Slagelsekretsen. På Folkemødet i 2013 vann han Danmarksmesterskabet i debat arrangerat av Politiken och Dansk Ungdoms Fællesråd. Han arbetade efter 2013 som kommunikationsrådgivare. Han ställde upp i folketingsvalet 2015, där han fick 2 986 personröster, vilket inte var tillräckligt för att bli vald, men däremot för att bli Venstres första ersättare i Själlands storkrets. Vid kommunvalet 2017 fick Dahlin 1 005 röster behöll därmed sin plats i Greve kommunfullmäktige. Vid folketingsvalet 2019 blev han vald med 6 471 personröster. I Folketinget har han suttit i flera utskott samt varit ordförande för juridiska utskottet. Då SVM-regeringen tillträde blev han 20 december 2022 talesperson för Venstres grupp i Folketinget efter Sophie Løhde, som blev inrikes- och hälsominister. Han lämnade då Greve kommunfullmäktige.